# Ніч безперервно
«Ніч безперервно» (англ. A Night Out) — американська короткометражна кінокомедія режисера Чарльза Чапліна 1915 року.

## Сюжет
Після відвідин бару Чарлі і Бен влаштовують заворушення в шикарному ресторані. Пізніше Чарлі виявляється в компрометуючій ситуації у готелі з дружиною головного офіціанта.

## У ролях
- Чарльз Чаплін — гуляка
- Бен Терпін — друг Чарлі
- Бад Джемісон — головний офіціант
- Една Первіенс — його дружина
- Лео Вайт — денді / клерк
- Фред Гудвінс — клерк